# Estructuras de contención flexibles
Las estructuras de contención flexibles son aquellas estructuras de contención en las que los movimientos de sólido rígido, y los movimientos debidos a la flexión de la propia estructura, son de un orden de magnitud similar. 
La propia deformación hace que el movimiento de la estructura influya tanto en el valor, como en la forma de la ley de empujes sobre la estructura.

## Tipos de estructuras de contención flexibles
Hay dos tipos principales de estructuras de contención flexibles: las pantallas y las entibaciones. La principal diferencia entre ambas, es que las entibaciones son mucho más flexibles que las pantallas.
- Pantallas:
  - Tablestacas o Pantallas de elementos prefabricados metálicos (sheet-pile en inglés).
  - Pantallas de paneles prefabricados de hormigón.
  - Muros pantalla o Pantallas de hormigón "in situ" (diaphram walls o slurry walls en inglés).
  - Pantallas de pilotes.
  - Muros hechos por bataches.

- Entibaciones.

## Comprobaciones en estructuras de contención flexibles
1) Comprobación de estabilidad de la zanja (para pantallas de hormigón «in situ»):
Es muy difícil hacer números para comprobarlo, por lo que la seguridad de la zanja se basa en un proceso constructivo adecuado:
- Realización de la zanja con lodos bentoníticos.
- Realización de la excavación y del hormigonado en el menor tiempo posible.
- Evitar en lo posible vibraciones no deseadas:
  - No utilizar el trépano donde no deba usarse.
  - Tomar las precauciones precisas en el uso de la cuchara bivalva (al meterla y sacarla de la zanja).
  - Tomar las precauciones precisas al hincar las tablestacas por las posibles vibraciones.

2) Estabilidad de la pantalla:
Con esta comprobación, obtendremos:
- La profundidad de empotramiento.
- La necesidad o no de elementos de soporte intermedios.
- La obtención de los esfuerzos (flectores y cortantes) sobre la pantalla.

3) Armado de la pantalla (en pantallas de hormigón «in situ»). o definición del tipo de tablestaca (en Tablestacas).
4) Cálculo de puntales (análisis de estructura metálica) o anclajes (análisis geotécnico).
5) Rotura de fondo de excavación:
Dos tipos de rotura:
- Rotura de fondo hidráulico: en terreno se esponja reduciéndose el pasivo, y produciéndose riesgo de sifonamiento. Para evitar este tipo de rotura se profundiza la pantalla, reduciendo el gradiente, las presiones intersticiales, y el caudal.
- Rotura resistente o mecánica del terreno: fallo de la capacidad portante del terreno.

6) Rotura global: se puede producir una rotura global independientemente de las características de la estructura flexible diseñada, e incluso, a pesar de los anclajes dispuestos.
7) Análisis de hundimiento del muro pantalla.
8) Evaluación de los movimientos en el entorno de la excavación. Estos movimientos pueden verse aumentados por descensos del nivel freático, por filtraciones, por arrastre de finos o suelo...